# Panicikovo, Kărdjali
Panicikovo (în bulgară Паничково) este un sat în comuna Cernoocene, regiunea Kărdjali,  Bulgaria. 

## Demografie
Componența etnică a satului Panicikovo
     Turci (96,61%)
     Bulgari (1,04%)
     Nicio identificare (2,34%)
     Altele (0%)
La recensământul din 2011, populația satului Panicikovo era de 384 locuitori. Din punct de vedere etnic, majoritatea locuitorilor (96,61%) erau turci, cu o minoritate de bulgari (1,04%). Pentru 2,34% din locuitori nu este cunoscută apartenența etnică.